# Ford Transit et Tourneo Courier
Le Ford Transit Courier est un véhicule utilitaire léger produit par le constructeur automobile américain Ford depuis 2014. Il reprend l'appellation d'un modèle datant de 1952.
Son dérivé destiné aux clients particuliers est appelé Ford Tourneo Courier.

## Première génération (2014-2023)
Ludospace citadin, le Ford Transit Courier affiche une allure de B-Max, une base de Fiesta, et une taille compacte de 4,16 m de long. Tout en partageant le nom du Transit full-size et du Transit Custom, le Transit Courier partage la plate-forme B mondiale avec les Ford Fiesta et B-Max. Son style avant est similaire à celui de la Fiesta, tandis que son tableau de bord est partagé avec le B-Max.
Son âme d'utilitaire est bien cachée par une présentation haut de gamme, des sièges et banquette confortables et des motorisations performantes. À l'intérieur, une option de port d'accueil dans le tableau de bord permet de connecter des appareils électroniques tels que des téléphones portables, des lecteurs MP3 ou des systèmes de navigation portables. Une option appelée Sync Wizard intègre la commande vocale pour le système de divertissement et de communication avec les appareils connectés.
Grâce à ses portes coulissantes, l'accès à bord est facilité pour les passagers. Comme le B-Max, la fourgonnette Tourneo Courier est un véhicule cinq places. La banquette arrière est une banquette divisée en 60/40. Les sièges arrière des deux extrémités ont des supports Isofix (siège enfant) ainsi qu'un point de connexion avec port USB et AUX intégré de série.
Pour les bagages, le coffre est vaste et l'on apprécie le seuil très bas, la forme carrée, la tablette qui se glisse contre le dossier de la banquette. Derrière la banquette arrière, un porte-bagages réglable en hauteur divise l'espace de chargement afin que les charges légères et lourdes puissent être rangées séparément.

### Manutention du fret
Dans la version fourgon du Transit Courier, il existe une cloison standard et un volume de chargement de 2,3 mètres cubes (81 pieds cubes) avec une charge utile maximale de 660 kilogrammes (1 460 livres) en standard. La zone de chargement du Transit Courier a une longueur de chargement de 1,62 m (64 pouces), qui peut être étendue à 2,59 m (102 pouces), permettant le transport d'une euro palette standard.
Deux portes latérales coulissantes, six œillets d'arrimage et des points de fixation dans la carrosserie pour l'installation d'étagères ou de systèmes d'installation offrent de nombreuses variantes pour un usage commercial. Pour augmenter l'espace de chargement, le véhicule est équipé d'un siège passager rabattable et d'une cloison grillagée en option entre l'habitacle et l'espace de chargement.
En option, un éclairage LED est disponible pour la zone de chargement.

### Autres variantes

#### Ford Tourneo Courier

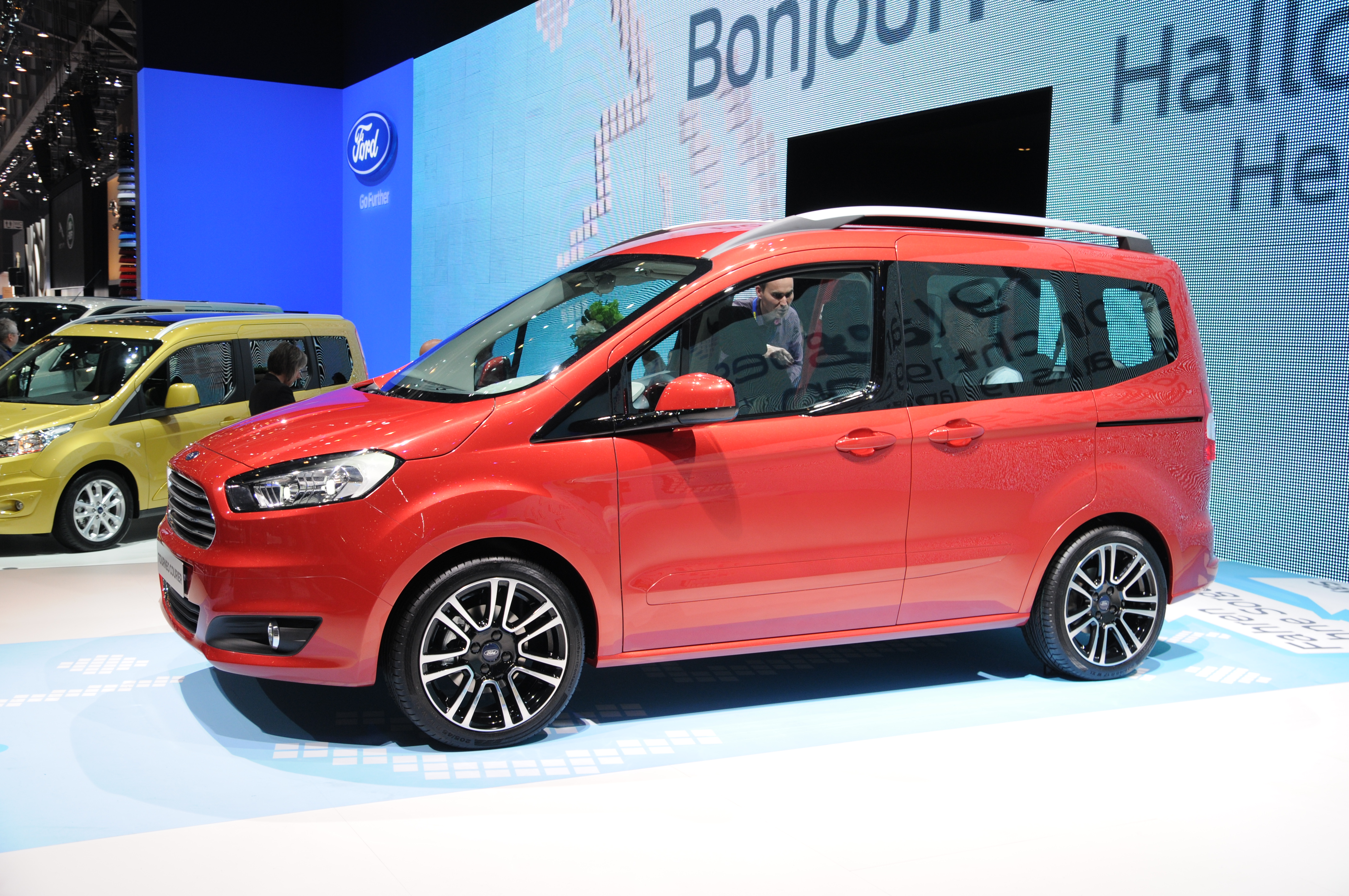
Ford Tourneo Courier

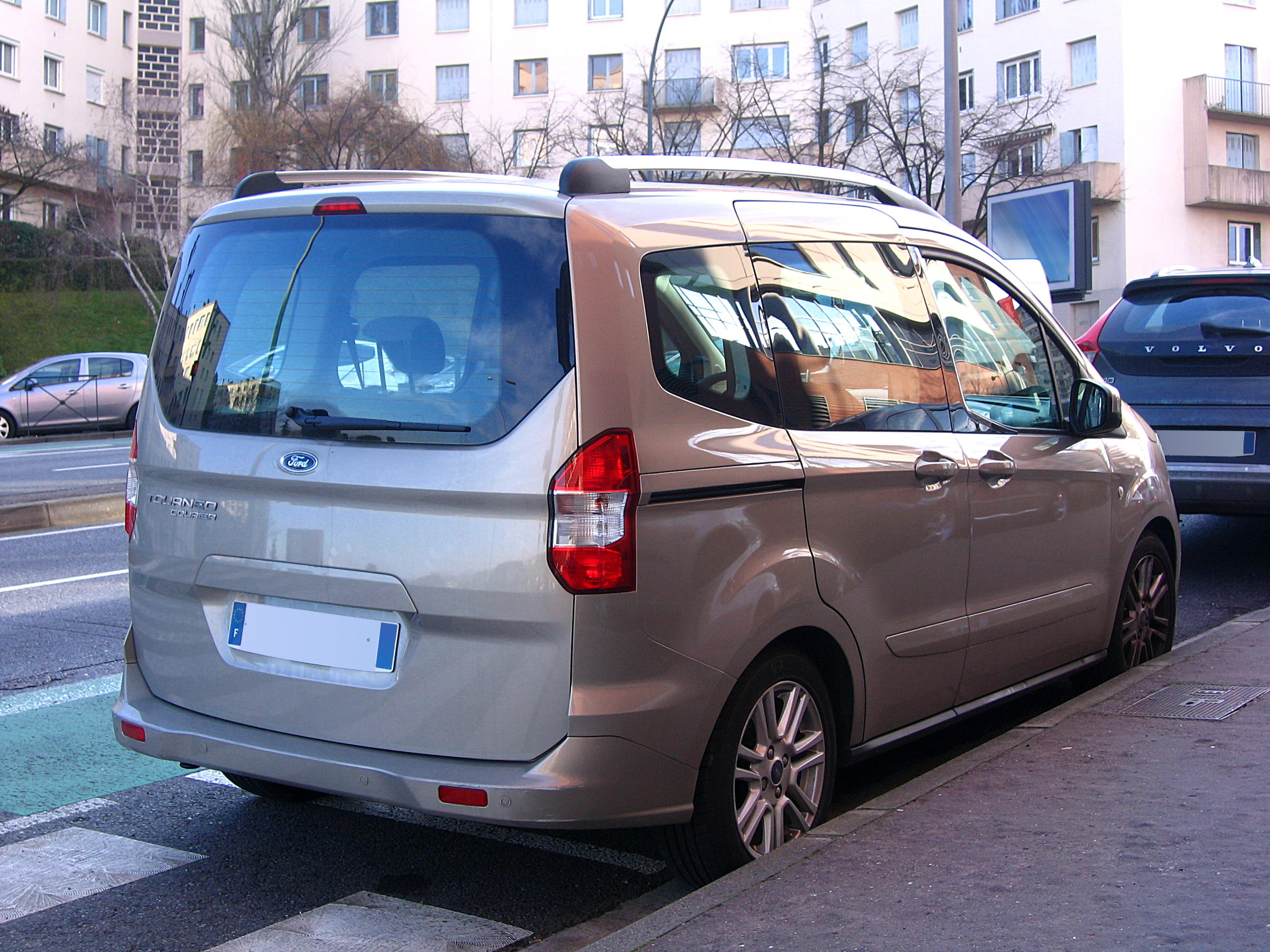

Le Ford Tourneo Courier est la version civile du Transit Courier destinée au transport de passagers.

### Phase 2

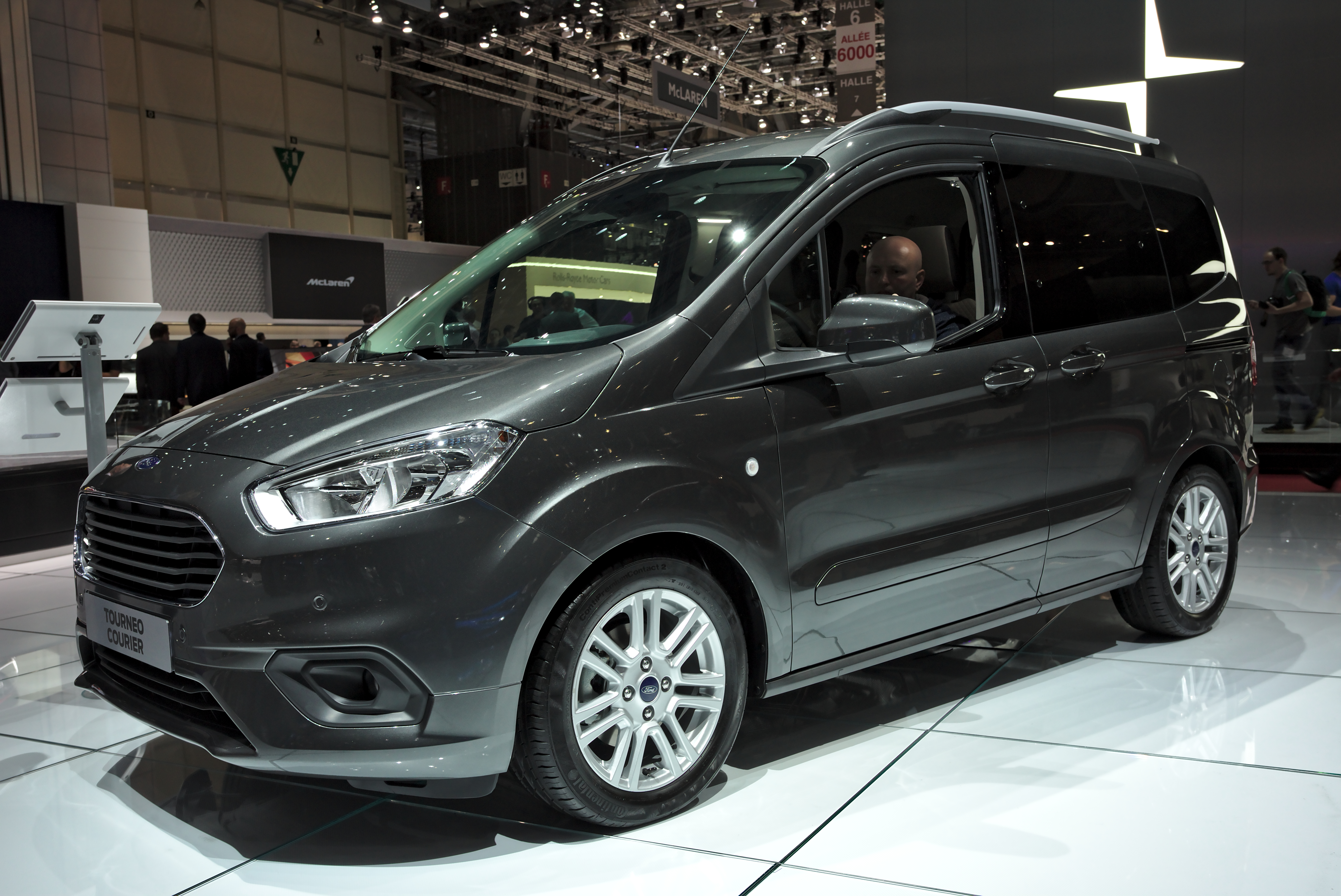
Ford Tourneo Courier Phase II

En 2017, Ford procède au restylage de mi-carrière. Les optiques ont légèrement évolué. L'écran multimédia change pour se situer en haut du tableau de bord. Il adopte une diagonale de 8 pouces.
Un nouveau moteur apparaît : le 1.5 TDCI.

### Groupe motopropulseur
Le moteur de base du Transit/Tourneo Courier est le moteur 3 cylindres EcoBoost de 1,0 L produisant 100 ch (75 kW). Aux côtés du moteur essence se trouvent deux diesels : un Duratorq de 1,5 L produisant 75 ch (56 kW) et un Duratorq de 1,6 L produisant 95 ch (71 kW). Sur les trois moteurs, Ford propose son système start & stop pour réduire la consommation de carburant.

## Deuxième génération (2023-)
La deuxième génération est présentée le 15 mai 2023 et adopte un look plus acéré, un habitacle plus moderne et une version électrique.

### Caractéristiques techniques
Le Tourneo Courier repose sur la plate-forme technique de la Ford Puma (plate-forme B mondiale de Ford), contrairement au ludospace Tourneo Connect dérivé du Volkswagen Caddy V.